# Oerlikon Space
Oerlikon Space är ett schweiziskt företag som tillverkar kommunikationsutrustning tänkt för kommunikation över extremt långa avstånd. Teknik förväntas ge flera fördelar jämfört med traditionell radiokommunikation.